# Јоховац (Бијељина)
Јоховац је насељено мјесто у граду Бијељина, Република Српска, БиХ. Према попису становништва из 1991. у насељу је живјело 338 становника.

## Географија
Налази се близу Бијељине. У њему живи српско становништво. Село броји око стотињак кућа.

## Спорт
Родно је место српског репрезентативца Саве Милошевића. Село има фудбалски клуб који се зове „Пролетер” и баш у том клубу Саво Милошевић је започео своје прве фудбалске кораке.

## Становништво
| Националност       | 1991. | 1981. | 1971. | 1961. |
| Срби               | 333   | 286   | 342   | 336   |
| Југословени        | 4     | 36    |       |       |
| остали и непознато | 1     | 2     | 1     |       |
| Укупно             | 338   | 324   | 343   | 336   |

| Демографија | Демографија | Демографија |
| Година      | Становника  | Становника  |
| ----------- | ----------- | ----------- |
| 1948.       | 238         |             |
| 1953.       | 274         |             |
| 1961.       | 336         |             |
| 1971.       | 343         |             |
| 1981.       | 324         |             |
| 1991.       | 356         |             |